# 改革出版社
改革出版社，是中华人民共和国的一个已不存在的出版社，位于北京。

## 概述
改革出版社于1988年8月6日成立于北京，是国家经济体制改革委员会直属的出版机构，前身为1986年成立的中国经济体制改革杂志社。主要负责制出版经济和政治体制改革方面的著作和资料。1999年1月，中宣部和新闻出版署组成联合调查组，对改革出版社出版《新官场秘经》一书等问题进行调查。认为其与北京天石文化发展有限公司合作出版的书是为买卖书号出版。其中用大量篇幅宣扬庸俗腐朽的做官、保官、升官等为官之道；此外查明其在1998年至1999年两年中，该社卖书号出版的书达127种，数量很大，情节严重。2000年6月13日，新闻出版署批文(新出图(20003 691号)，决定撤销改革出版社。